# Epekwitk Aqq Piktuk
Epekwitk Aqq Piktuk (Epeggoitg) /epexiwitk =Lying in the Water; i Aqq Piktuk, Explosive Area, the explosive place/ jedan od sedam distrikata Micmac Indijanaca na čijem području danas žive tri njihove bande, to su: Epekwitk (Abegweit First Nation), L'nui Mnikuk (Lennox Island First Nation) i Puksaqtéknékatik (Pictou Landing First Nation).
Distrikt zauzima područje otoka Prince Edward Island i susjedni dio Nove Škotske koji mu se nalazi na jugu.